# ゴッテスハウス同盟

ゴッテスハウス同盟
Gotteshausbund （ドイツ語）
イタリア語: Lega Caddea
ロマンシュ語: Lia da la Chadé)

ゴッテスハウス同盟は緑色、灰色同盟は茶色、十裁判区同盟は橙色、のちに失った属州は灰色で、それぞれ示されている。

| 先代 | 次代                 |
| --- | -------------------- |
| クール ドムレシュク シャムス オーバーハルブシュタイン オーバーエンガディン ウンターエンガディン ベルゲル フュンフ・ドルファー ポスキアーヴォ | ヘルヴェティア共和国 |
ゴッテスハウス同盟（ドイツ語:Gotteshausbund、イタリア語:Lega Caddea、 ロマンシュ語:  Lia da la Chadé ）は、クール司教とハプスブルク家の権力に抵抗するために、1367年1月29日に現スイスで設立された同盟。1471年には、灰色同盟および十裁判区同盟と三同盟を形成した。ナポレオン戦争の後、ゴッテスハウス同盟はスイスのグラウビュンデン州の一部となった。 

## 同盟結成前
ゴッテスハウス同盟の前身となった地域は常にクール司教区の影響を強く受けていた。クール司教は 451年に聖アシモ司教がミラノ宗教会議に出席したとき、初めて歴史上の記述として現れるが、おそらくもう一世紀ほど前から存在していたと考えられる。5世紀から6世紀にかけて、クール周辺地域では広範なローマ化とキリスト教への改宗が起こったことも確認されている 。536年にはメロヴィング朝フランク王国に征服されたが、王国中心部からの距離と隔離された地形によりすぐに事実上の独立状態に復帰した。この間、この地域はラエティア・クリエンシス（”Churrätien”または”Churwalchen”）と呼ばれ、クール司教が神権政治を敷いたのと実質的に同じ領域が政治的支配をうけた。773年になるとこの地域の政治的権力と宗教的権力はある一家のもとに統合されたが、この状況は806年にカール大帝が聖俗の権力を二分すると終わりを迎えた。この分割とそれに起因する紛争によりラエティア・クリエンシスは崩壊し、クールを中心とした多数の小さな独立共同体が成立した。一方のクール司教たちは分裂後何世紀もの間、政治的にも宗教的にも権力をより拡大したいと願っていた。

## 同盟の設立
14世紀のクール司教の主要な領地はセプティマー峠からジュリア峠へと南北に走る街道に沿って広がっていた。 司教は、クール周辺の地域を支配しており、またフュンフ・ドルファー（ラントクワルト）、クール、オーバーハルブシュタイン、オーバーエンガディン、ベルゲル、シャムス、ラインヴァルト、ウンターエンガディン、フィンシュガウに高度裁判権を有していた。 
1363年から後、クール司教と住民との関係は悪化した。 ハプスブルク家のオーストリア大公は、ヴァル・ミュシュタイアーとウンターエンガディンを含むチロル伯国を獲得し、クール司教区へと支配を拡大しようとしていた。一方、外国人で不在がちだった司教のピーター・ゲリト・フォン・ベーメンも司教管区の財政を赤字に追い込んだため、年俸と引き換えに地域の政治的指導権をハプスブルク家へと売却することを厭わなかった。そして1336年には第一段階としてフィンシュガウのブルクアイス（マッレス・ヴェノスタ）にあるフュルステンベルク要塞を租貸した。ハプスブルク家による開発の代理人と化したクール司教のこの行動に対して、各共同体とクール市は1365年にツェルネッツのヴィルデンベルク城で会合を行った。さらに1367年1月29日、彼らは変革を念頭に再びクールに集まった。 
この会議には三種類の権力集団があった。一つ目は聖堂参事会の特使や司教のミニステリアーレといった宗教的共同体の代議員。二つ目は広範な渓谷の共同体からの代議員（ドムレシュク、シャムス及びベルゲルから各々6人、オーバーハルブシュタインから4人、オーバーエンガディンから3人、ウンターエンガディンから2人）。そして三つ目はクール市民の代議員である。こうして司教を参加させずに会合し、司教権を厳しく制限して財政問題に関する権力を要求するために投票を行った。 
1367年の決議は正式な連合や同盟を定めたものではなかったが、危機に立ち向かうにあたって互いに忠実であることを強く求めた。しかし実際は将来的に再び会議を行って司教の力を厳重に監視しようという願望を決議は含んでいたため、事実上のゴッテスハウス同盟の発足はこの時期に当たる。この後に会議が重ねられて個々の共同体間のより緊密な提携の土台が築かれたのであった。 
同盟は以下の地域によって構成された。
- クール

- ベルゲル:オーバーポルタ、ウンターポルタ
- カルヴェン:ミュンスタータル(オーバーカルヴェン)、フィンシュガウ渓谷上流(ウンターカルヴェン)
- ドムレシュク:オルテンシュタイン(1788年以降はオルテンシュタイン・イン・ボーデンとオルテンシュタイン・イン・ベルグに分割)、フュルステナウ
- グライフェンシュタイン:ベルギューン、オーベルファッツ
- オーバーエンガディン:(1438年から分割された) スール、スウォット・フォンターナ・メルラ
- オーバーハルブシュタイン:オーバーハルブシュタイン、ティーフェンカステル
- ポスキアーヴォ
- ラモシュ・ステラ=アヴェルス:ラモシュ、ステラ（ビヴィオ）、アヴェルス
- ウンターエンガディン:オーバータスナ、ウンタータスナ
- フュンフ・ドルファー

1409年には常設審議会を設立し、司教に対する執行官（フォークト）を任命した。ついに1468年春、司教オルトリーブ・フォン・ブランディスは同盟の怒りに触れ、編成された軍隊はリオーム城やグライフェンシュタイン城を含む数か所の司教領を攻撃し、占領した。司教はチューリッヒ市に仲裁を依頼せざるを得なくなったので、チューリッヒ市は同盟と交渉し、城を司教に返還するよう説得した 。そして1524年から1526年の間にはイランツ条項によって司教の政治権力の最後の残滓が取り除かれた。

## 同盟の拡大
15世紀を通じて同盟は拡大を続けた。フィア・ドルファー（5つの共同体およびフュンフ・ドルファーの残りの4つの村）は、アヴェルス及びアルブラ渓谷最上部地域とともに同盟に加わった。ミュンスター渓谷（ミュンスタータール）とポスキアーヴォ渓谷は1408年頃に加盟した。15世紀半ば、ゴッテスハウス同盟は他の2つの同盟（灰色同盟と十裁判区同盟）と共通の外交政策を始めた。1499年のシュヴァーベン戦争中、ゴッテスハウス同盟は他の2つの同盟とともにカルヴェンの戦いでハプスブルク軍を破り、クール司教からフィンシュガウを奪った。やがてクール司教の権力は衰退した一方、クール市はゴッテスハウス同盟の中心となった。実際、1700年頃以降はクール市長が慣習的にゴッテスハウス同盟の指導者を務めた。 

## 三同盟
1471年頃以降、3つの同盟は三同盟を結成した。そして1524年9月23日の永久盟約によって、ナポレオン・ボナパルトが解散させるまで残ることとなった三同盟憲法を作成した。しかし同盟は現代の意味における統一国家ではなく、3つの国家の連合として共同し、同盟の実質すべての問題は国民投票によって対処された。さらに三同盟が近世ヨーロッパにおいて独特だったのは、各同盟が集団決定を根拠として統治、防衛を行うという共産主義的形態を実践したという点である。 
三同盟は通常はスイス同盟と同盟関係にあった。当初の目的はハプスブルク家の拡大への対抗であったが、1520年にミラノ公国とのムッソ戦争で三同盟はよりスイス同盟に接近したからである。この関係はナポレオン戦争が起こり、1798年設立のヘルヴェティア共和国に吸収されるまで維持された。1803年のナポレオン調停法の後、三同盟はグラウビュンデン州の一部となった。それでもゴッテスハウス同盟は、1803年から1854年までは州の政治組織の明確な一部分であり続けた。 